# Satsuma Pharmaceuticals
Satsuma Pharmaceuticals Inc. ist ein US-amerikanisches Pharmaunternehmen mit Sitz in South San Francisco, Kalifornien, das im Jahre 2016 gegründet wurde. Das Unternehmen befasst sich mit der Entwicklung eines therapeutischen Produkts zur akuten Behandlung von Migräne. Der Produktkandidat des Unternehmens, STS101, ist eine Kombination aus einer Trockenpulverformulierung von Dihydroergotaminmesylat, die durch ein nasales Einweggerät selbst verabreicht werden kann. Die Erprobung befindet sich im klinischen Stadium.

## Name
Der Name „Satsuma Pharmaceuticals“ stellt einen Zusammenhang her zu den Trockenpulver-Wirkstoffverabreichungstechnologien, die in STS101 enthalten sind. Diese Technologien wurden ursprünglich von einem Team des Satsuma-Mitbegründers Shin Nippon Biomedical Laboratories, Ltd. in Kagoshima, Japan, erfunden und entwickelt. Ursprünglich aus der Region Satsuma/Kagoshima in die USA exportiert und heute als eine der süßesten aller Zitrusfrüchte bekannt, steht die in dem Logo verkörperte Satsuma-Orange für die japanischen Wurzeln des Unternehmens.

## Aktie
Die Aktie ist an der amerikanischen Börse NASDAQ gelistet. Der Börsengang fand am 13. September 2019 statt. Zum damaligen Zeitpunkt wurden 5.000.000 Aktien zum Preis von 15,00 $ emittiert.